# Baigneuse
Baigneuse (fr. – kąpiąca się) – rodzaj szezlongu popularnego w I połowie XIX wieku w kształcie owalu, wyściełanego, na niskich nóżkach.
Szeroki fotel – leżanka posiadał owalne głębokie siedzenie, kształtem przypominał ówczesne wanny.

Otoczony był z trzech stron nierównej wysokości oparciami: wklęsłym i lekko wywiniętym, wyższym od wezgłowia i niższym od nóg. Tylne oparcie lekko wygięte.